# 달서구의회
달서구의회는 대구광역시 달서구 지역을 관할하는 기초의회이다.